# Ді Швуе
«Ді Швуе» / «Di Shvue» (їдиш די שבֿועה, трансліт. The Oath, дос. «Клятва або Присяга»; також відома як «Di Bundishe Shvue») — єврейська революційна бундиська пісня, гімн єврейської соціалістичної партії «Бунд» на початку 1900-х років..
Пісня закликає євреїв об'єднатися і присвятити себе тілом і душею поваленню російського царату і світового капіталізму. Слова були написані Семеном Якимовичем Ан-ським у 1902 році, автором мелодії вважається Г. Бек, лондонський диригент «Бунду».

## Текст
| Оригінальний текст | Латинська транскрипція | Переклад англійською | Переклад українською |
| --- | --- | --- | --- |
| ברידער און שװעסטער פֿון אַרבעט און נױט אַלע װאָס זײַנען צעזײט און צעשפּרייט צוזאַמען, צוזאַמען, די פֿאָן איז גרייט זי פֿלאַטערט פֿון צאָרן, פֿון בלוט איז זי רויט אַ שבֿועה, אַ שבֿועה, אויף לעבן און טויט הימל און ערד װעלן אונדז אויסהערן עדות װעט זײַן די ליכטיקע שטערן אַ שבֿועה פֿון בלוט און אַ שבֿועה פֿון טרערן מיר שװערן, מיר שװערן, מיר שװערן מיר שװערן אַ טרײַהײט אָן גרענעצן צום בונד נאָר ער קען באַפֿרײַען די שקלאַפֿן אַצינד די פֿאָן, די רויטע, איז הויך און ברייט זי פֿלאַטערט פֿון צאָרן, פֿון בלוט איז זי רויט אַ שבֿועה, אַ שבֿועה, אויף לעבן און טויט | Brider un shvester fun arbet un noyt Ale vos zaynen tsezeyt un tseshpreyt, Tsuzamen, tsuzamen, di fon iz greyt, Zi flatert fun tsorn, fun blut iz zi royt! A shvue, a shvue, af lebn un toyt. Himl un erd veln undz oyshern Eydes vet zayn di likhtike shtern A shvue fun blut un a shvue fun trern, Mir shvern, mir shvern, mir shvern! Mir shvern a trayhayt on grenetsn tsum bund. Nor er ken bafrayen di shklafn atsind. Di fon, di royte, iz hoykh un breyt. Zi flatert fun tsorn, fun blut iz zi royt! A shvue, a shvue, af lebn un toyt | Brothers and sisters in toil and struggle All who are dispersed far and wide Come together, the flag is ready It waves in anger, it is red with blood! Swear an oath of life and death! Heaven and earth will hear us, The light stars will bear witness. An oath of blood, an oath of tears, We swear, we swear, we swear! We swear an endless loyalty to the Bund. Only it can free the slaves now. The red flag is high and wide. It waves in anger, it is red with blood! Swear an oath of life and death! | Брати і сестри, в праці й боротьбі Всім, хто крокує широко й далеко, Збирайтеся, прапор готовий! В гніві розвивається, від крові червоний! Дайте клятву життя і смерті! Небо і земля нас почують, Світлі зорі — свідки-бачать. Клятва крові, клятва сліз, Клянемося, клянемося, клянемося! Ми присягаємо на безмежну вірність Бунду! Тільки він може тепер звільнити рабів! Червоний прапор, високий і широкий. В гніві розвивається, від крові червоний! Дайте клятву життя і смерті! |

## Історія
«Di szwue» («Присяга» або «Клятва») або «Di naje szwue» («Нова присяга») — гімн Бунду, союзу єврейських робітників Польщі, Литви та Росії, а також партії гімн партії «Поалей-Ціон (Poale-Syjon)». Пісня створена 1902 року до п'ятиріччя Бунду. Змінила більш ранню пісню з тією ж назвою «Dі szwue» (або «Di ałte szwue» — «Стара присяга»).
Історія «Di szwue» починається 1892 року. У прикарпатському містечку Коломия (сучасна Івано-Франківська область України) страйкували чотири сотні ткачів. Тоді вперше було засвідчено клятву на Торі єврейських робітників у тому, що вони не відступлять і не почнуть роботу, доки вимоги не будуть виконані. Через сім тижнів страйк довелося припинити через загрозу голодної смерті. Рабин звільнив робітників від клятви.
За кілька років клятва єврейських робітників почала виконуватися у формі пісні з біблійними мотивами («Dі ałte szwue» — «Wi hejlik iz di natur…»). Її автори невідомі. Перше свідчення про виконання належить до 1897 року, коли у містечку Кринки Білостоцького округу страйкувало близько 300 кушнірів, євреїв та християн: християни склали присягу на хресті, євреї — на тфіліні, що не поступляться і збережуть солідарність. Після цього євреї заспівали «Di szwue». Пісня мала широку популярність у єврейському середовищі Польщі та межі осілості Російської імперії, відомі різні її варіанти. Вперше видано у Білостоку (де був сильний бундівський рух і багато факбрик, де євреї-робочі працювали) на початку XX століття на листівці Бунда.
Восени 1902 року в емігрантських колах Бунда в Берні (Швейцарія) відомий єврейський етнограф і письменник С. Я. Ан-ський (Sz. A. An-ski, справжнє ім'я Salomon Zainwil Rappaport, 1863—1920), учасник російського народницького руху 1894—1900 рр. секретар Петра Лаврова у Парижі, склав текст «Нової присяги» («Di naje szwue»). Разом з іншим віршем Ан-ського «Cum Bund» текст був опублікований під псевдонімом Z.Sinani у 14-му номері лондонського журналу «Der Idiszer Arbajter» у жовтні 1902 року.
Ан-ський формально ніколи не був у «Бунді», але симпатизував йому. Музику до тексту скомпонував Г. Бек (G. Beck), диригент бундівського та інших соціалістичних хорів у Лондоні. За національністю Бек (або Бецьк) був латиським німцем, але довго працював у єврейському середовищі і добре знав їдиш. Мелодія збірна: запозичала мотиви православні-російські (конкретно пісня «Як славен наш Господь у Сіоні…») та елементи німецьких маршів. Вже 1 травня 1903 року нова пісня була повсюдно популярна у колах Бунду: її співали і Польщі, і в Литві, і в Росії. Вже до першого травня 1903 року нова пісня набула популярності серед членів Бунду і незабаром стала партійним гімном.
Цю пісню бундівці співали практично на кожному з'їзді та сходках. Також, наприклад, її співали під час святкування 100-річчя Об'єднаного єврейського трудового Бунду в Парижі(1998), похорону керівника повстання у Варшавському гетто Марека Едельмана та 50-річчя возз'єднання табору Хемшех (2009) тощо.
Формально у Польщі була нелегальною аж до 1926 року, хоча виконувалася відкрито. У 1926 році при спробі видати восьмитомне зібрання творів С. Ан-ського цензура заборонила восьмий том, де на сторінці 145 мала бути надрукована ця пісня. Сторінку було надруковано порожньою, з одним заголовком без тексту. Але потім видавці все ж таки виграли апеляційний суд, заборона цензури була скасована, і з того часу пісня стала легальною.

## Галерея

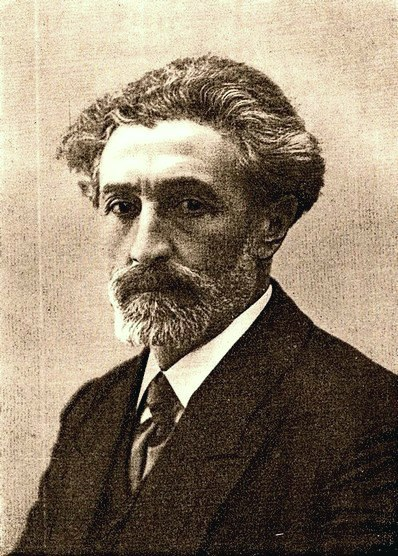
Семен Якимович Ан-ський (1863-1920) — автор тексту пісні
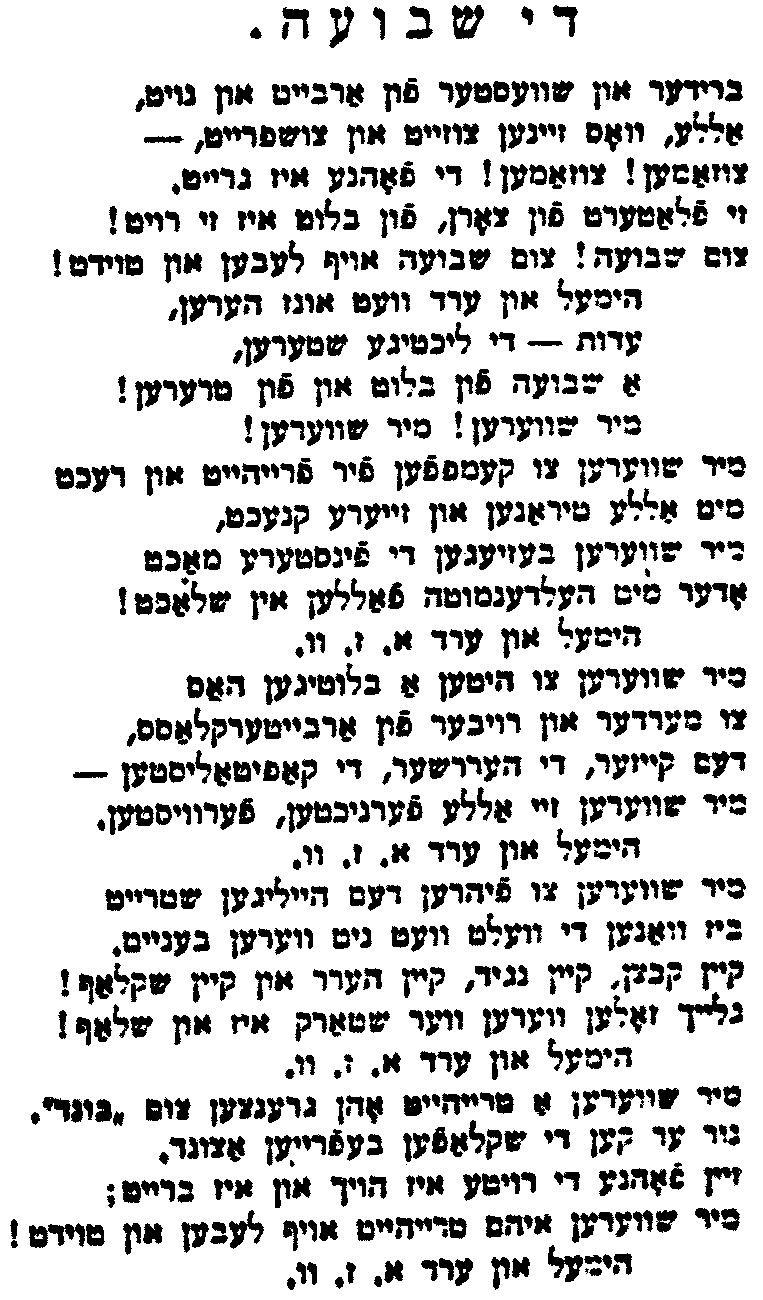
Факсиміле першого видання "Di naje swue" - журнал "Der Idiszer Arbajter", № 14, Лондон, жовтень 1902, стор 113
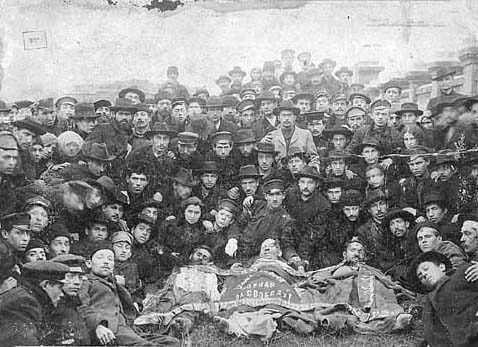
Члени Бунду з жертвами погрому в Одесі, 1905 р.
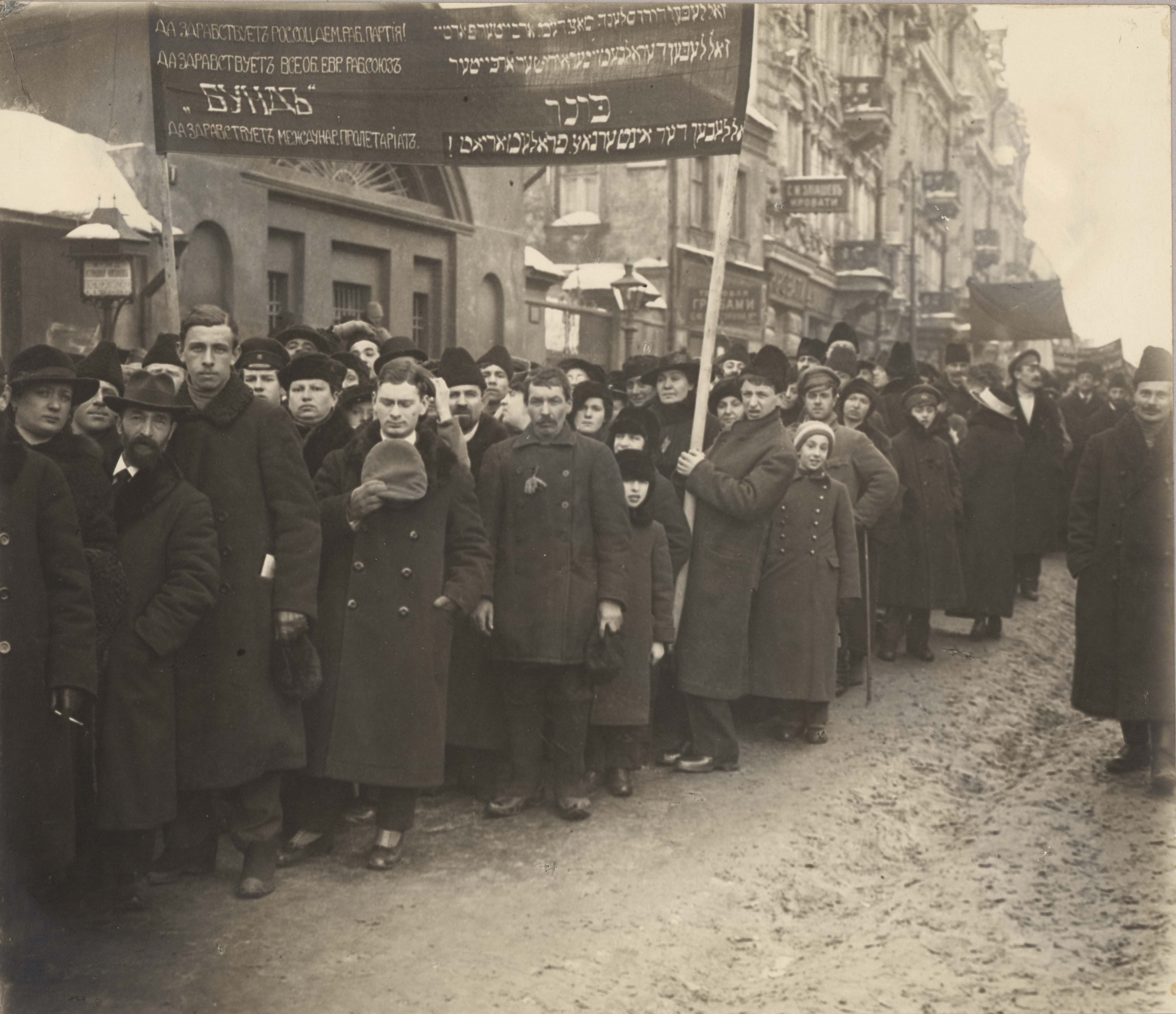
Бундиська демонстрація, 1917 р.
Агітація Бунду, 1917 р.
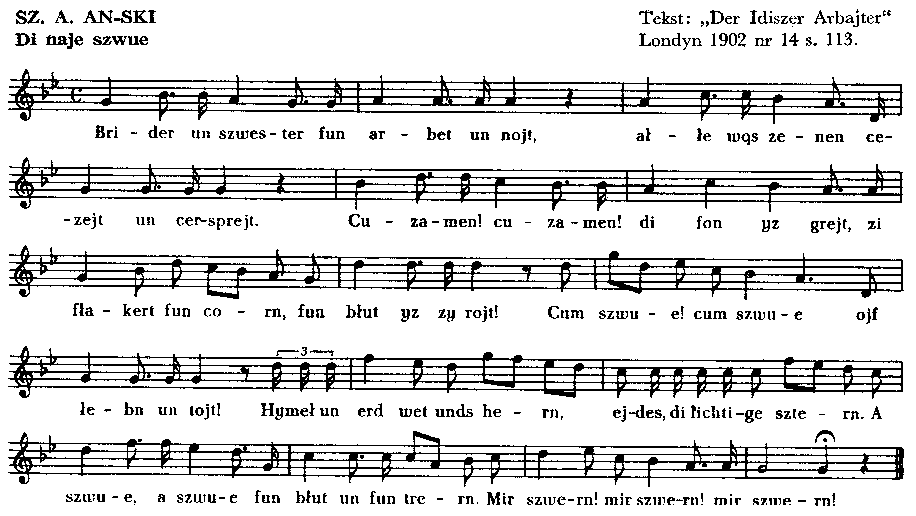
"Клятва" ("Di Shvue") автор: С. Ан-ський (зі збірки Йозефа Козловського "Пісні польського пролетаріату", Краків, 1977)
- Текст "Di Shvue", надрукований до похорону Марека Едельмана, 2009 р.

## Відомі виконавці
| Виконавець                                                                               | Рік  | Альбом                                                                                    | YouTube                           |
| ---------------------------------------------------------------------------------------- | ---- | ----------------------------------------------------------------------------------------- | --------------------------------- |
| Lazar Weiner & Workmen's Circle Chorus                                                   | 1940 | «The Max and Frieda Weinstein Archive of YIVO Sound Recordings»                           | Відео на YouTube                  |
| Zalmen Mlotek & Yiddish Youth Ensemble                                                   | 1972 | «Zalmen Mlotek & Yiddish Youth Ensemble»                                                  | Відео на YouTube                  |
| Zahava Seewald & Psamim                                                                  | 1999 | «Work and Revolution: Ashkenaz Songs 2»                                                   | Відео на YouTube                  |
| Michael Alpert & Stuart Brotman                                                          | 2006 | «The Upward Flight: The Musical Worlds of Szymon An-ski»                                  | Відео на YouTube Відео на YouTube |
| Adrienne Cooper, Dan Rous, Zalmen Mlotek & New Yiddish Chorale & Workmen's Circle Chorus | 2006 | «Workmen's Circle Educational Department»                                                 | Відео на YouTube                  |
| O'zen                                                                                    | 2014 | «Trallallà (Si pone il mondo l'antico enigma… trallallà)»                                 | Відео на YouTube                  |
| Isabel Frey                                                                              | 2015 | «Millenial Bundist»                                                                       | Відео на YouTube                  |
| Klepfisz Folkskhor                                                                       | 2016 | «Yiddishkayt»                                                                             | Відео на YouTube                  |
| Stroud Red Band                                                                          | 2018 | «Stroud Red Band» plays Di Shvue, the anthem of the Bund, at Holocaust Memorial Day 2018. | Відео на YouTube                  |
| Jordan Wax                                                                               | 2021 | Jordan Wax                                                                                | Відео на YouTube Відео на YouTube |
| Geoff Berner                                                                             | 2022 | Di Shvue (The Oath) by Geoff Berner                                                       | Відео на YouTube Відео на YouTube |